# 圣罗曼代
圣罗曼代（法語：Saint-Romain-d'Ay，法語發音：[sɛ̃ ʁɔmɛ̃ dɛ]）是法国阿尔代什省的一个市镇，属于罗讷河畔图尔农区。

## 地理
圣罗曼代（45°9'49"N, 4°39'45"E）面积9.36 平方千米，位于法国奥弗涅-罗讷-阿尔卑斯大区阿尔代什省，该省份为法国东南部内陆省份，北起顺时针与卢瓦尔省、伊泽尔省、德龙省、沃克吕兹省、加尔省、洛泽尔省和上盧瓦爾省接壤。
与圣罗曼代接壤的市镇（或旧市镇、城区）包括：阿尔杜瓦、埃克拉桑、普雷欧、坎特纳、圣阿尔邦代、圣热尔代、萨蒂略。

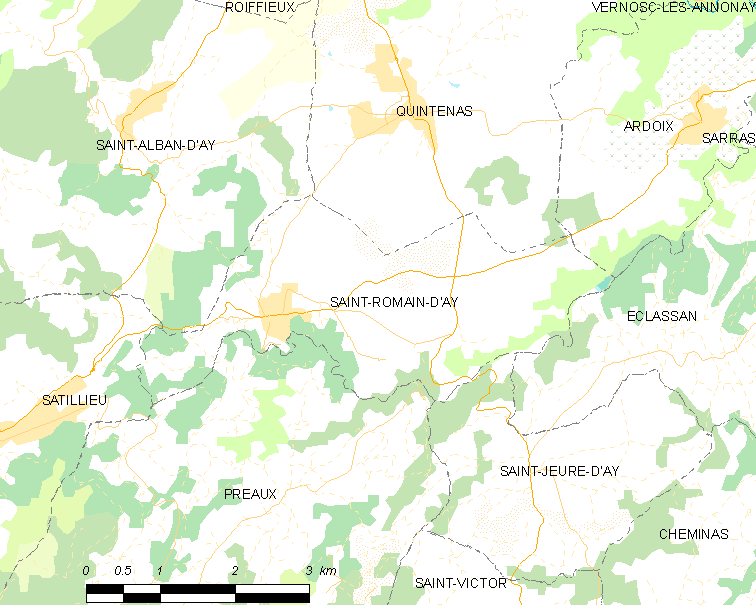
圣罗曼代的OSM定位图

圣罗曼代的时区为UTC+01:00、UTC+02:00（夏令时）。

## 行政
圣罗曼代的邮政编码为07290，INSEE市镇编码为07292。

## 政治
圣罗曼代所属的省级选区为上维瓦赖县。

## 人口

1962-2008年间圣罗曼代人口变化图示

圣罗曼代于2022年1月1日时的人口数量为1168人。